# Pandelleola
Pandelleola är ett släkte av tvåvingar. Pandelleola ingår i familjen köttflugor.
Kladogram enligt Catalogue of Life:
| Pandelleola | \| \| Pandelleola caraormana \| \| \| \| \| \| Pandelleola hamita \| \| \| \| |
|             | \| \| Pandelleola caraormana \| \| \| \| \| \| Pandelleola hamita \| \| \| \| |
|             | Pandelleola caraormana                                                        |
|             |                                                                               |
|             | Pandelleola hamita                                                            |
|             |                                                                               |